# One Kind Favor
Albums de B.B. King
Live
(2008)
One Kind Favor est le 24e album studio du chanteur et guitariste américain de blues B. B. King. 
Il est sorti le 26 août 2008 chez Geffen Records et a reçu le Grammy Award du meilleur album de blues traditionnel lors de la 51e cérémonie des Grammy Awards.

## Liste des titres
1. See That My Grave Is Kept Clean (Blind Lemon Jefferson)
2. I Get So Weary (T-Bone Walker)
3. Get These Blues Off Me (Lee Vida Walker)
4. How Many More Years (Chester Burnett)
5. Waiting for Your Call (Oscar Lollie)
6. My Love Is Down (Lonnie Johnson)
7. The World Is Gone Wrong (Walter Vinson, Lonnie Chatmon)
8. Blues Before Sunrise (John Lee Hooker)
9. Midnight Blues (John Willie Shifty Henry)
10. Backwater Blues (Big Bill Broonzy)
11. Sitting on Top of the World (Walter Vinson, Lonnie Chatmon)
12. Tomorrow Night (Sam Coslow et Will Grosz)[4]

## Musiciens
- B.B. King - chants, guitare
- Dr. John - piano
- Nathan East - contrebasse
- Mike Elizondo - guitare basse, contrebasse
- Jim Keltner- batterie, percussions
- Jay Bellerose - batterie, percussions
- Eugene "Snooky" Young- trompette
- Ricky Woodard - saxophone tenor
- Ernie Fields, Jr. - saxophone baryton
- Jeffrey Clayton - saxophone alto
- Neil Larsen - orgue Hammond
- Darrell Leonard - trompette, arrangement, arrangements des cuivres
- Ira Nepus - trombone
- Charles Owens II - saxophone ténor
- Johnny Lee Schell - guitare